# Phaeomycena albidula
Phaeomycena albidula är en svampart som först beskrevs av Narcisse Theophile Patouillard, och fick sitt nu gällande namn av Rolf Singer 1951. Phaeomycena albidula ingår i släktet Phaeomycena och familjen Tricholomataceae.   Inga underarter finns listade i Catalogue of Life.